# Listă de comitate istorice din Arizona

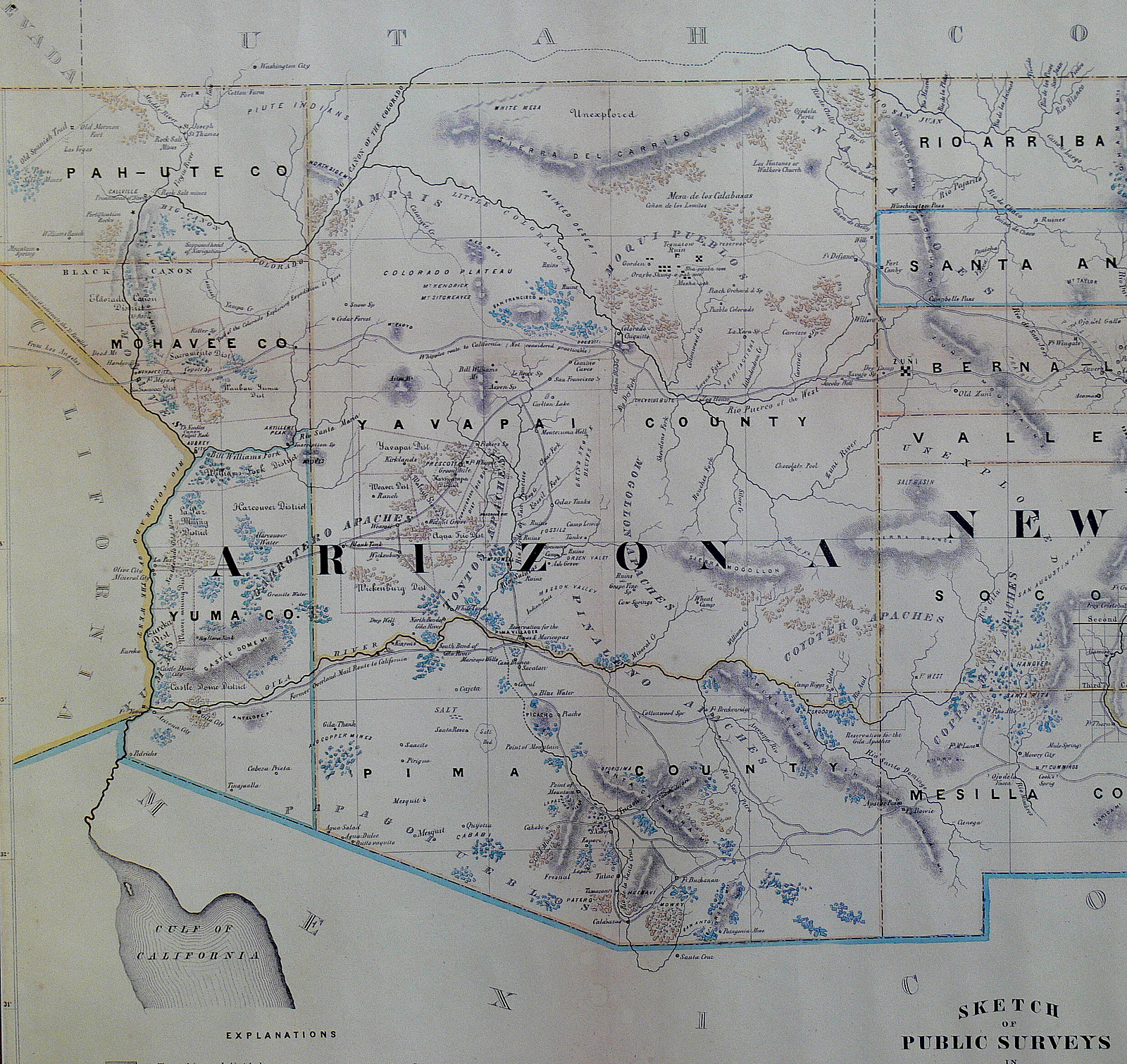
Hartă istorică a Arizonei din 1866, pe când statul de azi era teritoriu organizat al Statelor Unite.

Această pagină este o listă de comitate istorice ale statului Arizona de azi, conform unei hărți de cadastru din anul 1866.
Arizona fusese cercetată, explorată și cartografiată înainte de a fi fost teritoriu organizat al Statelor Unite ale Americii, datat din 1861.  Din cauza frământărilor interne și frecventelor schimbări de situație generate de Războiul civil american (1861 - 1865), Arizona a fost pentru o scurtă perioadă de timp teritoriu al Statelor Confederate ale Americii (1861 - 1862), pentru ca apoi să revină pentru întotdeauna sub controlul Uniunii.
Harta alăturată, realizată în 1866, prezintă împărțirea teritoriului în următoarele comitate istorice ale statului, respectiv teritoriului Arizona.
În 1866, teritoriul Arizona avea cinci comitate.  Patru dintre acestea, care și-au păstrat numele cu aceeași ortografie până azi, dar nu și întinderea, au fost simultan și cele patru comitate originare ale Teritoriului Arizona din 1861.  Excepția aparține comitatului Mohavee, cărui ortografie de azi păstrează doar o singură literă e finală, Mohave.
Comitatul Pah-Ute a fost format în 1865 din Comitatul Mohavee și desființat în 1871.  În 1866, urmând o decizie a Congress-ului, cea mai mare parte a comitatului Pah-Ute a fost cedată statului Nevada, care a format în 1867 comitatul Lincoln din partea vestică a comitatului Pah-Ute și din partea estică a comitatului Nye al statului Nevada.  Ulterior, în 1871 comitatul Pah-Ute a fost desființat, iar suprafața rămasă după cedarea părții sale vestice Nevadei a fost returnată comitatului Mohavee.
Cele cinci comitate istorice ale statului Arizona între 1865 și 1871 au fost următoarele:
- Mohavee
- Pah-Ute
- Pima
- Yavapai
- Yuma